# Gullivers Reisen (1924)
Gullivers Reisen ist ein österreichischer Stummfilm von Géza von Cziffra. Der Film basierte auf dem 1726 erschienenen Roman Gullivers Reisen von Jonathan Swift.
Das Filmset wurde von József Pán designt.

## Handlung
Lemuel Gulliver wird auf Liliput an Land gespült und versucht, einen Krieg zwischen diesem winzigen Königreich und seinem ebenso winzigen Rivalen Blefuscu zu verhindern.